# Sergej Vasilenko
Sergej Nikiforovitj Vasilenko (russisk: Серге́й Ники́форович Василе́нко, tr. Sergéj Nikíforovitj Vasilénko; født 30. marts 1872 i Moskva, Det Russiske Kejserrige, død 11. marts 1956 samme sted, Sovjetunionen) var en russisk komponist, lærer og professor. Vasilenko blev undervist af Aleksandr Gretjaninov og Sergej Tanejev.
Han komponerede fem symfonier, orkesterværker, klaverkoncert, trompetkoncert, harpekoncert,
klarinetkoncert, hornkoncert, balletmusik, kammermusik etc.
Vasilenko underviste på Moskva musikkonservatorium (1906-1956), hvor han blev professor i komposition i 1907. Han har bl.a. undervist Nikolaj Pejko.

## Udvalgte værker
- Symfoni nr. 1 (1904-1906) - for orkester
- Symfoni nr. 2 (1913) - for orkester
- Symfoni nr. 3 "Italiensk" (1934) - for domra, balalaika, blæserorkester og orkester
- Symfoni nr. 4 "Arktisk" (1934) - for orkester
- Symfoni nr. 5 (1947) - for orkester
- "Dødens have"  (1908) (Symfonisk digtning) - for orkester
- Klaverkoncert (1949) - for klaver og orkester